# Sonate pour clarinette d'Howells
La Sonate pour clarinette en deux mouvements d'Herbert Howells a été écrite en 1946 pour clarinette en la. Elle a été écrite pour le clarinettiste britannique Frederick Thurston et a été la dernière grande œuvre de chambre du compositeur,.

## Histoire
Les circonstances précises dans lesquelles la sonate a été composée ne sont pas connues, mais on sait qu'elle est liée au rejet de la sonate pour hautbois (en) du compositeur créée en 1942 par son dédicataire prévu, Léon Goossens,. Fabian Huss, écrivant sur la relation entre les deux compositions, spécule que la sonate pour clarinette est née du processus de révision de la sonate pour hautbois. Il nota qu'en 1947, Herbert Howells écrivit dans une critique du Concerto pour hautbois de Ralph Vaughan Williams qu'il considérait le hautbois le mieux adapté pour de courtes durées musicales, beaucoup plus courtes que celles qu'il avait incluses dans la sonate pour hautbois.
Fabian Huss et l'auteur anonyme des notes de pochette de l'enregistrement chez Hyperion de la sonate pour hautbois soulignent des similitudes dans les procédures rythmiques et la structure musicale entre les deux compositions pour soutenir que la sonate pour clarinette représente le résultat d'une tentative du compositeur de simplifier et clarifier les concepts structurels qu'il avait explorés dans la sonate pour hautbois combinés à un changement d'instrument pour un instrument qu'il jugeait mieux adapté à eux,.
Aileen Razey dans sa thèse commente que malgré le plaidoyer de Frederick Thurston, Boosey & Hawkes n'a pas publié la sonate, dans une transcription pour la clarinette en si♭ jusqu'en 1956.

## Structure
Les deux mouvements ont les principales indications de tempo suivantes :
1. Con moto, dolce e con tenerezza
2. Allegro, ritmico, con brio

La musique est typique du monde sonore improvisé de Howells et est techniquement difficile, avec de vastes figurations arpégées. La pièce est également disponible transcrite pour la clarinette en si♭ à partir des archives musicales de Boosey & Hawkes.